# Hermann Glöckner

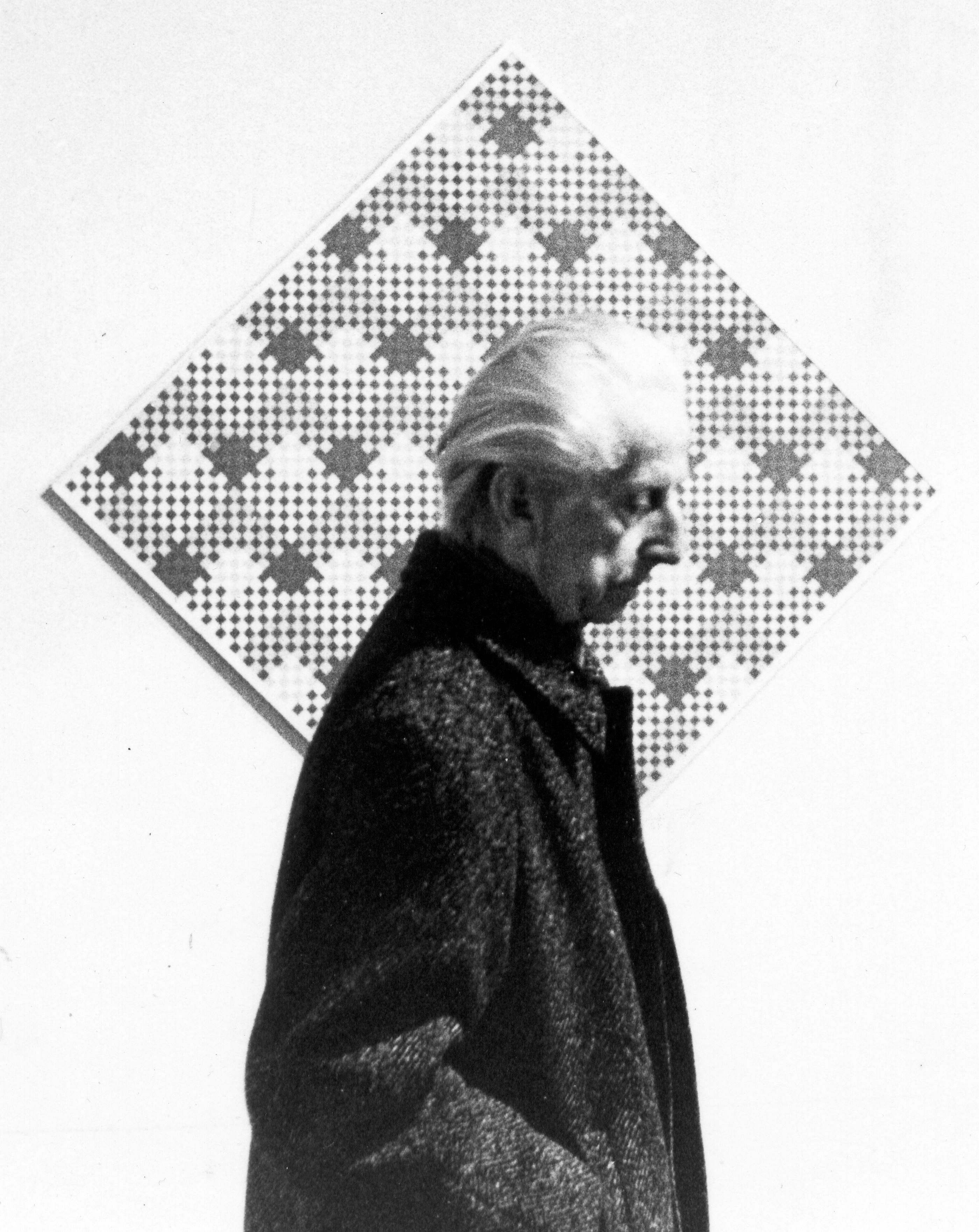
Hermann Glöckner vor einer Arbeit von Horst Bartnig in einer Privatausstellung in Dresden im Jahr 1974

Hermann Glöckner (* 21. Januar 1889 in Cotta bei Dresden; † 10. Mai 1987 in Berlin (West)) war ein deutscher konstruktivistischer Maler und Bildhauer.

## Leben

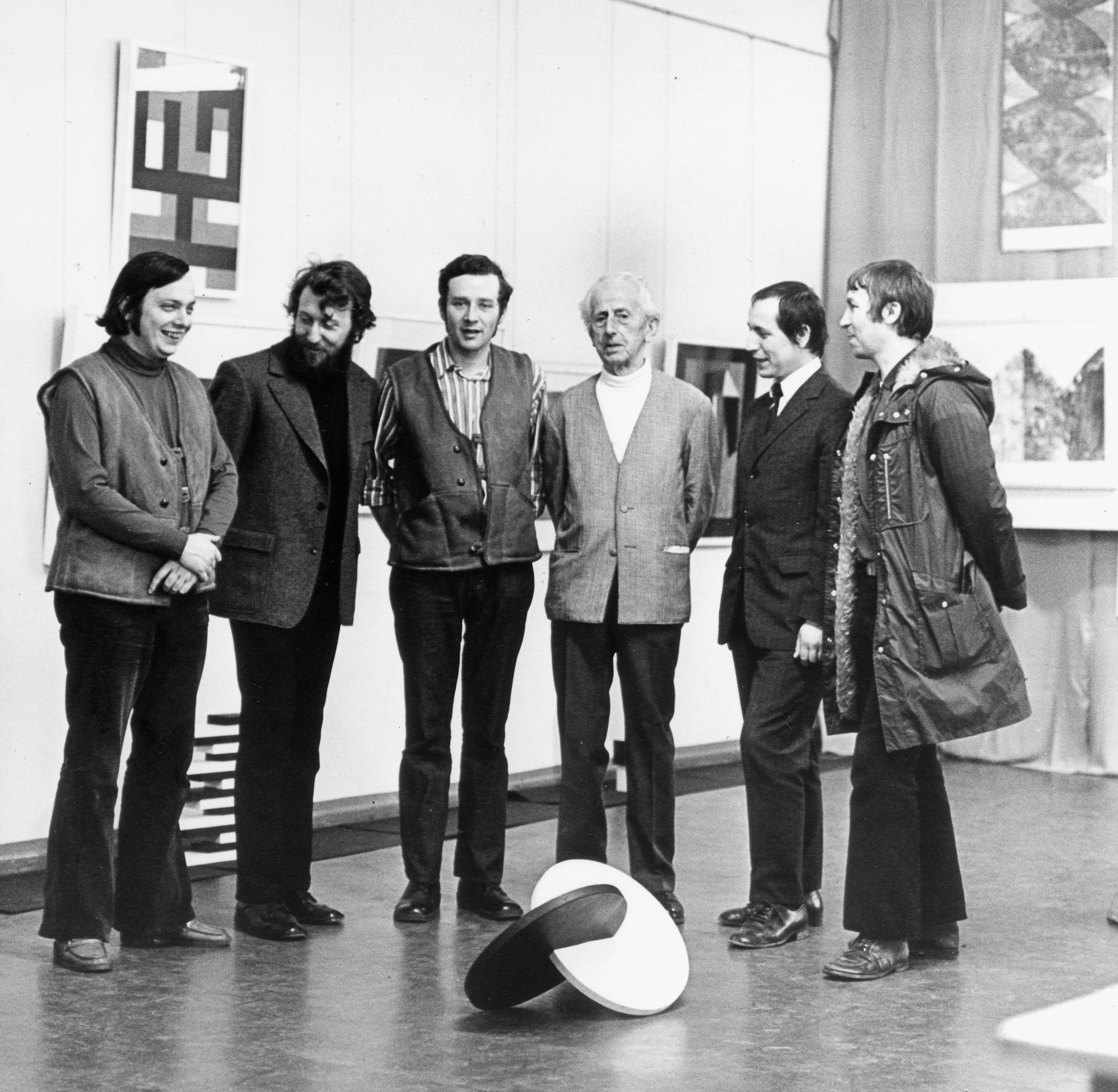
Hermann Glöckner und die Organisatoren seiner Ausstellung im Zentralinstitut für Kernforschung Rossendorf 1974

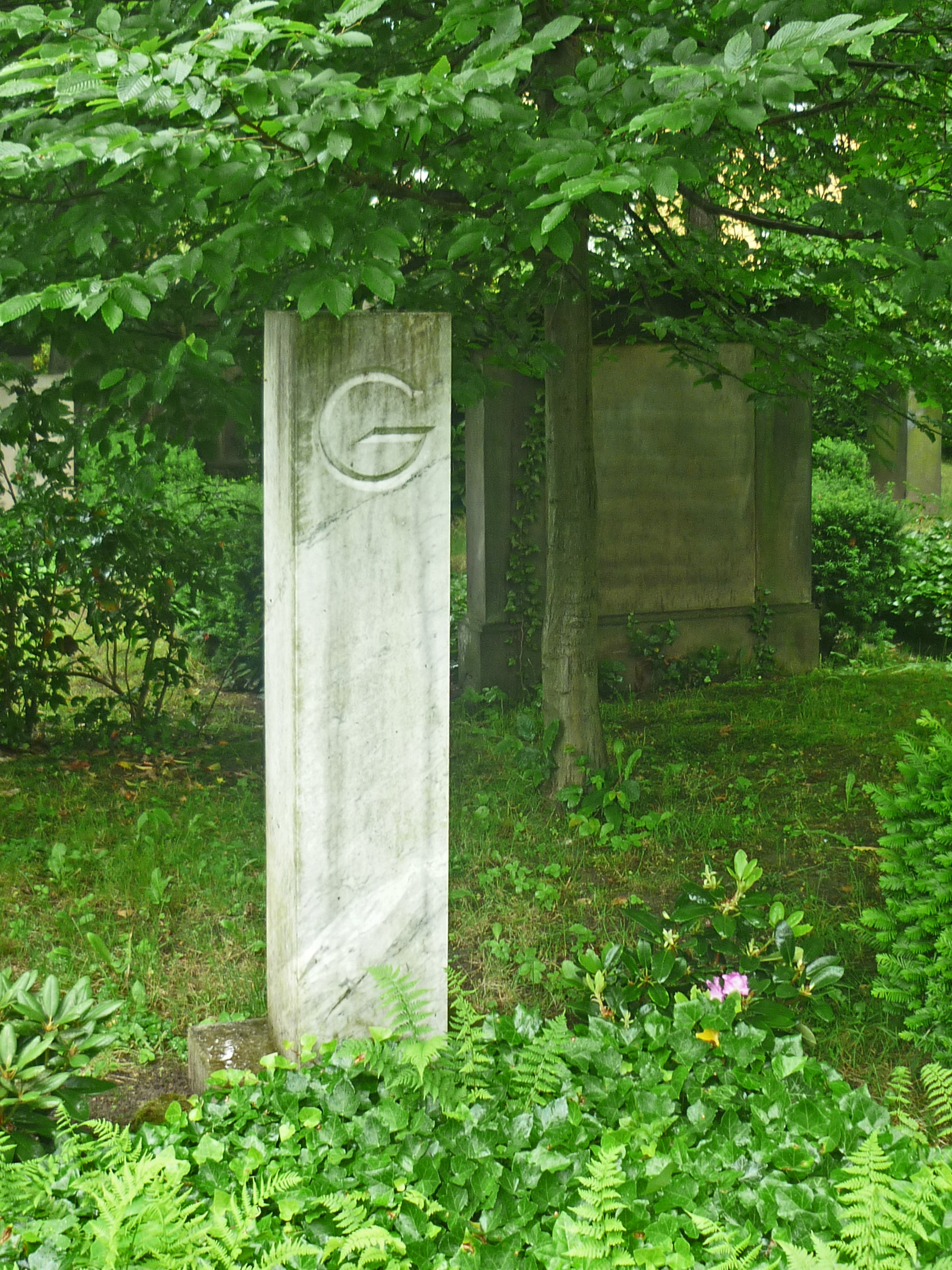
Grab von Hermann Glöckner auf dem Loschwitzer Friedhof (Stele von Peter Makolies)

Glöckner absolvierte von 1904 bis 1907 eine Ausbildung zum Musterzeichner. Daneben besuchte er von 1904 bis 1911 mit Edmund Schuchardt und Kurt Fiedler Abendkurse an der Kunstgewerbeschule Dresden. Von 1914 bis 1918 war er Soldat im Ersten Weltkrieg. 1923/24 studierte er an der Kunstakademie Dresden bei Otto Gussmann. Er war Mitglied der Dresdner Sezession Gruppe 1919 und ab 1927 des Deutschen Künstlerbunds.
In der Zeit des Nationalsozialismus war Glöckner Mitglied der Reichskammer der bildenden Künste. Es ist für diese Zeit die Teilnahme an zehn Ausstellungen nachgewiesen. 1945 wurde bei den Luftangriffen auf Dresden ein großer Teil seiner Arbeiten mit seiner Wohnung in der Strehlener Straße 21 zerstört.
Nach dem Zweiten Weltkrieg lebte und arbeitete er wieder in Dresden, ab 1979 mit einem Dauervisum auch in West-Berlin, wo er dann 1986 seinen Wohnsitz nahm.
Von 1945 bis 1948 war Glöckner Mitglied der Künstlergruppe „Der Ruf“. Als Mitbegründer des Konstruktivismus blieb ihm bis in die 1950er Jahre eine Anerkennung versagt. Nichtsdestoweniger schuf er unbeirrt, vom Kunstbetrieb zurückgezogen, in seinem Spätwerk eine Vielzahl von baugebundenen Aufträgen, Plastiken und Collagen, die durch Freunde einer breiteren Öffentlichkeit zugänglich wurden. 1969 hatte Glöckner im Kupferstichkabinett Dresden seine erste Einzelausstellung. Er hatte in der sowjetischen Besatzungszone und der DDR und im Ausland eine bedeutende Zahl weiterer Einzelausstellungen und Ausstellungsbeteiligungen, u. a. 1946, 1949, 1958/1959, 1977/1978, 1982/1983 und 1987/1988 an den Deutschen Kunstausstellungen bzw. Kunstausstellung der DDR in Dresden.
1984 drehte der Dokumentarfilmer Jürgen Böttcher im DEFA-Studio für Dokumentarfilme einen biografischen Film über ihn mit dem Titel „Kurzer Besuch bei Hermann Glöckner“ (35 mm, Farbe, 32 Minuten).
Glöckners Grab befindet sich auf dem Loschwitzer Friedhof. Im gleichen Stadtteil Dresdens wurde 2006 eine neu angelegte Straße nach Hermann Glöckner benannt.
In der Tageszeitung Dresdner Neueste Nachrichten wurde er im Jahr 2000 zu einem der „100 Dresdner des 20. Jahrhunderts“ gewählt.
Eine bedeutende Zahl von Arbeiten Glöckners befindet sich u. a. in der Galerie Neue Meister und im Kupferstichkabinett Dresden sowie in der Nationalgalerie Berlin.

## Werke (Auswahl)

### Baubezogene „Brot“-Werke

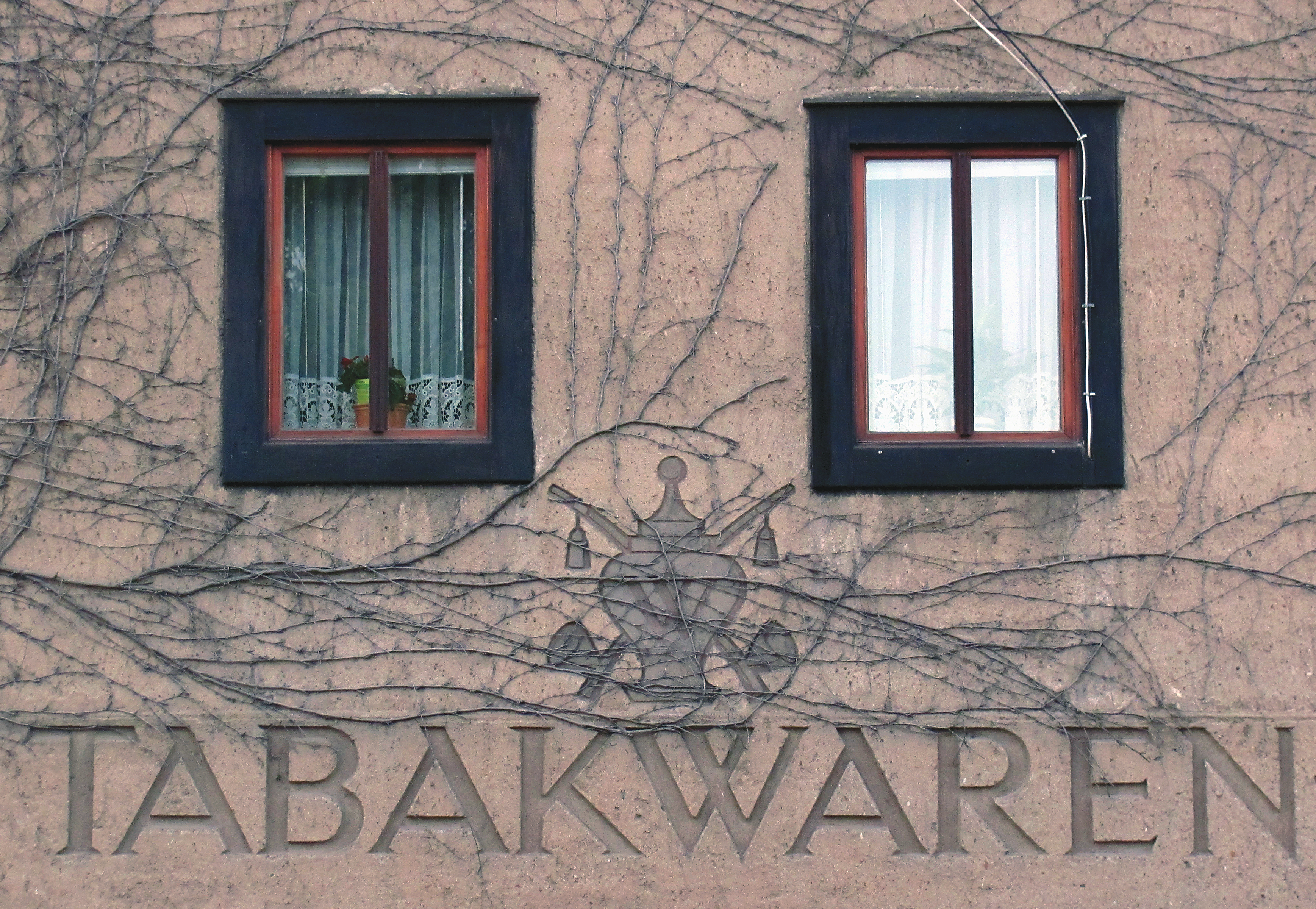
Sgraffiti am Haus Meißner Straße 443

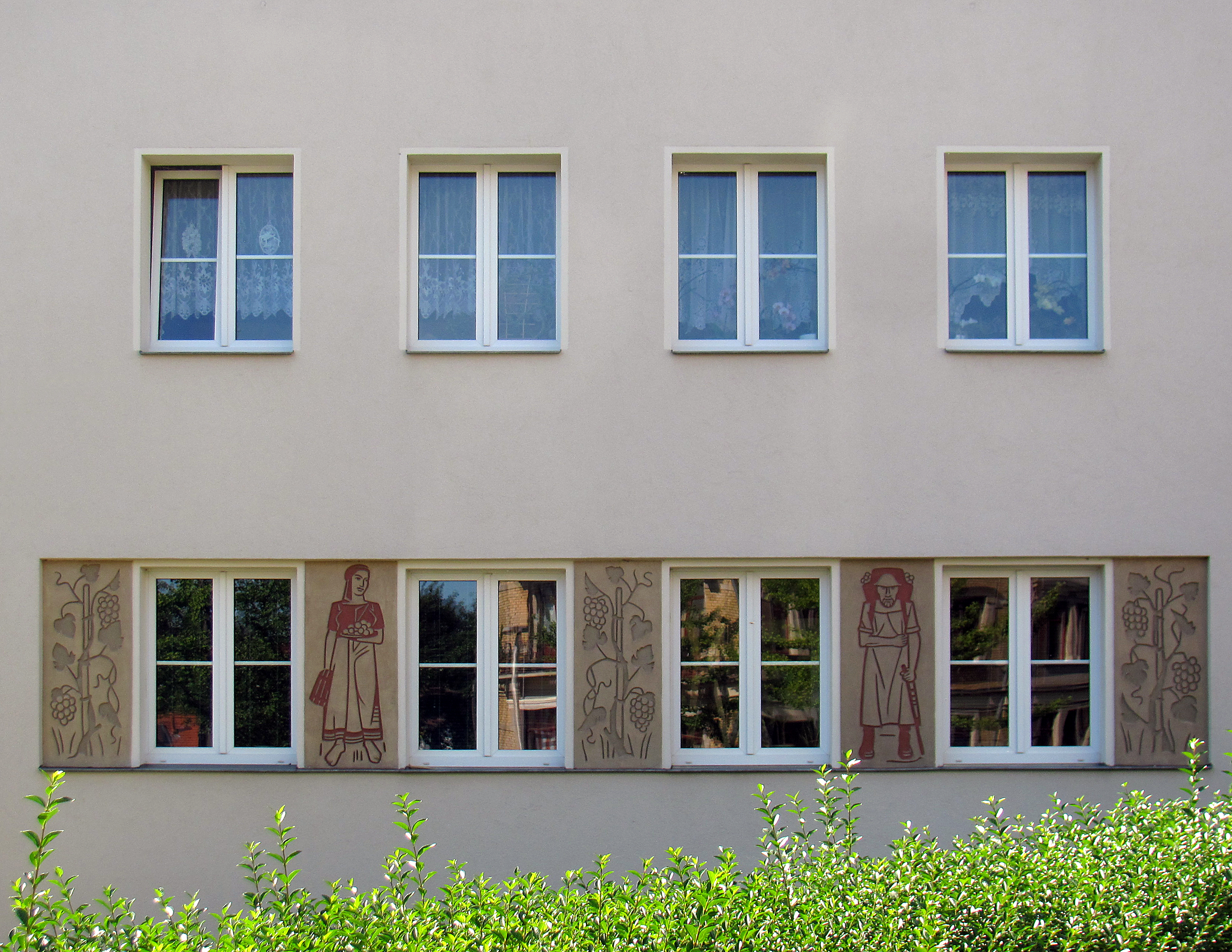
Wichernstraße 21/21a, Albertplatzseite

Infolge der NS-Aktion Entartete Kunst von der Möglichkeit abgeschnitten, mit seiner Kunst direkt den Lebensunterhalt zu verdienen, wandte sich Glöckner in den Jahren 1937 bis 1944 sogenannten „baubezogenen ‚Brot‘-Werken“ zu. Nachdem er in den Jahren 1945 bis 1951 wieder ungestört künstlerisch arbeiten und ausstellen konnte, grenzte ihn diesmal der SED-geführte Formalismusstreit 1951 vom DDR-Kunstbetrieb aus. Auch dieses Mal sicherte sich Glöckner bis Mitte der 1950er-Jahre seinen Lebensunterhalt durch zahlreiche kunsthandwerkliche Arbeiten am Bau.
- 1937: einfarbige Sgraffiti (Schriften „Zum Bürgergarten“ und „Sportkegelbahn“) am Gasthaus Bürgergarten, Radebeul
- 1937: Sgraffiti (Rauchutensilien sowie Schrift „Tabakwaren“) am Bauernhaus Meißner Straße 443, Radebeul
- 1938: Sgraffito (Wandsonnenuhr) am Zweifamilienhaus Heinrich Wentzel in Radebeul, Bodelschwinghstraße 10
- 1938: Sgraffiti mit Weinbaumotiven am Doppelwohnhaus Wichernstraße 21/21a in Radebeul
- 1947: Putzbild am Gasthof Reichenberg[11]
- 1955: Sgraffito Turnerweg 1[12] in Alt-Radebeul
- 1950er Jahre: Sgraffito am Gasthaus „Großes Weinstuben“ in Radebeul, Altkötzschenbroda 64
- ?: Sgraffito (Schriftzug Ullmann) am Haus Ullmann in Naundorf, Kötitzer Straße 113
- ?: Sgraffitos im Gasthof Serkowitz in Serkowitz, Kötzschenbrodaer Straße 39

### Plastiken

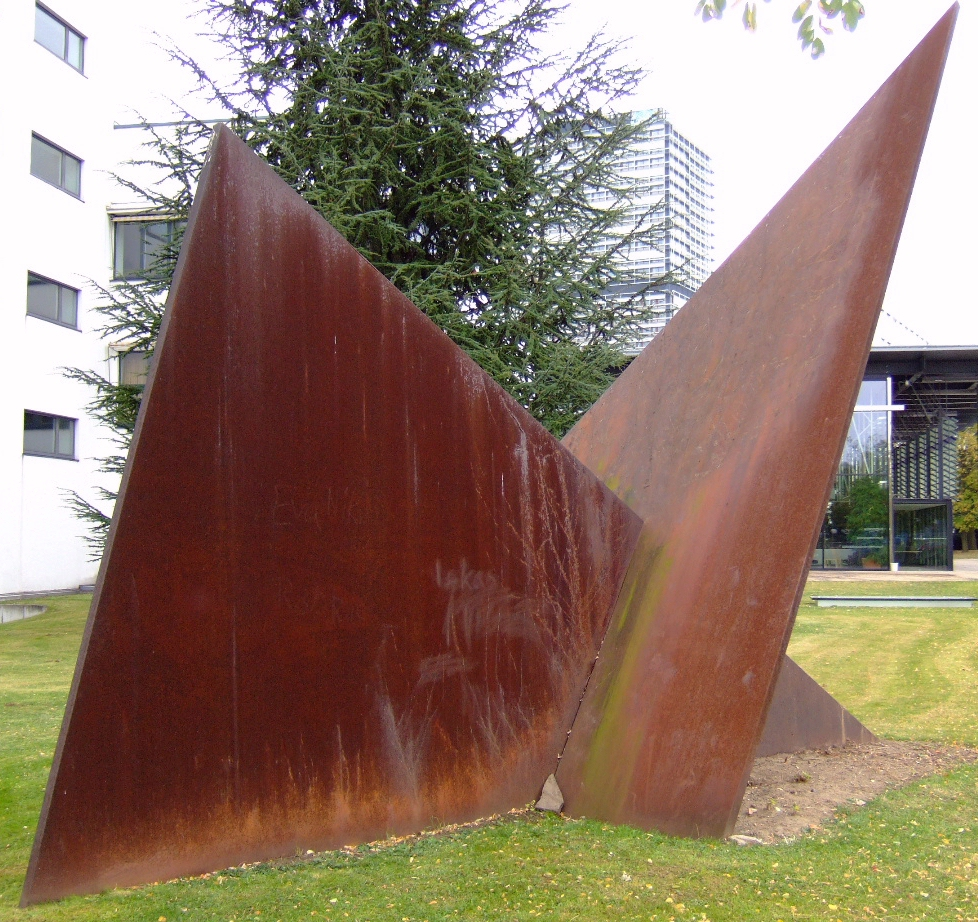
Durchbruch, Metallplastik vor dem Bonner Bundeshaus

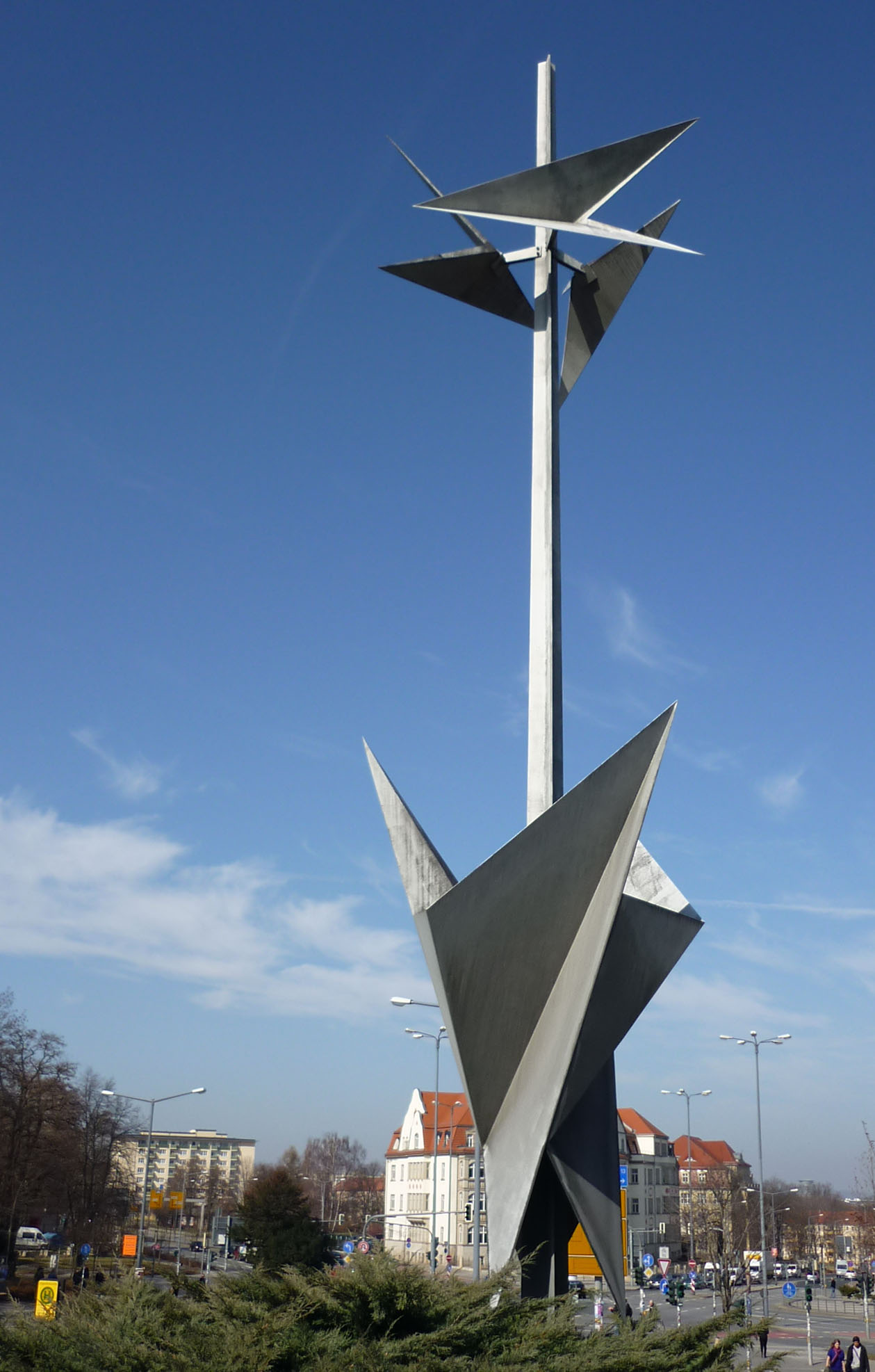
Mast mit zwei Faltungszonen in Dresden

- Durchbruch, Metallplastik vor dem Bundeshaus in Bonn
- Gebrochenes Band, Metallplastik im Garten des Hotel Bellevue in Dresden
- Mast mit zwei Faltungszonen, Stahlstele von 1984 vor der Neuen Mensa in Dresden
- Zwei einander durchdringende Scheiben aus dem Jahr 1985 im Skulpturenpark Quadrat Bottrop
- Faltung eines Rechtecks im Garten des Leonhardimuseums in Dresden

## Ausstellungen (Auswahl)
zu Lebzeiten
- 1974: Malerei, Grafik, Collage, zum 85. Geburtstag, Zentralinstitut für Kernforschung Rossendorf bei Dresden
- 1979: Grafik, zum 90. Geburtstag, Zentralinstitut für Kernforschung Rossendorf bei Dresden
- 1979 Dächer, Giebel und Dreiecke, Altes Museum, Berlin (Ost)
- 1984 und 1989: Jubiläumsausstellungen Hermann Glöckner, Staatliche Kunstsammlungen Dresden

Postum
- 1989: Malerei und Grafik, zum 100. Geburtstag, Zentralinstitut für Kernforschung Rossendorf bei Dresden
- 2003: Hermann Glöckner, für Dresden: Ausstellung zur Wiedereröffnung des Leonhardi-Museums
- 2010: Glöckner. Werke bis 1945: Ausstellung im Kupferstichkabinett Dresden
- 2011/12: Neue Sachlichkeit in Dresden. Malerei der Zwanziger Jahre von Dix bis Querner, 1. Oktober 2011 – 8. Januar 2012, Kunsthalle im Lipsius-Bau, Dresden
- 2014: Hermann Glöckner: Der Patriarch der Moderne. Zum 125. Geburtstag, Villa Grisebach, Berlin.[13]
- 2017: Hermann Glöckner – Werke im Rahmen des documenta-14-Projektes von Olaf Holzapfel.

## Öffentliche Sammlungen mit Werken Glöckners (Auswahl)
- Altenburg/Thür.: Lindenau-Museum
- Berlin: Nationalgalerie
- Berlin: Kunstsammlung im Willy-Brandt-Haus
- Chemnitz: Kunstsammlungen am Theaterplatz[14]
- Dippoldiswalde: Lohgerber Museum & Galerie[15]
- Dresden: Kupferstichkabinett[16]
- Dresden: Galerie Neue Meister[16]
- Frankfurt am Main: Städelmuseum[17]
- New York: MoMA[18]

## Ehrungen

### Auszeichnungen
- 1978: Goldmedaille der Grafikbiennale Fredrikstad
- 1979: Martin-Andersen-Nexö-Kunstpreis
- 1983: Hans-Grundig-Medaille
- 1984: Nationalpreis der DDR III. Klasse für Kunst und Literatur
- 1986: Ehrenmitgliedschaft des Deutschen Künstlerbunds

### Werke über Glöckner
Darstellung in der bildenden Kunst
- Horst Leifer: Bildnis Hermann Glöckner, Holzschnitt, 93,7 × 51,8 cm; Kupferstichkabinett Dresden.[19]
- Hans Theo Richter: Porträt Hermann Glöckner (1969, Kreide, 50 × 38 cm)[20]
- Fritz Tröger: Der Maler Hermann Glöckner (1933, Graphit-Zeichnung)

Fotografische Darstellung
- Christian Borchert: Hermann Glöckner (1975)[21]

Film über Glöckner
- Jürgen Böttcher: Kurzer Besuch bei Hermann Glöckner, Dokumentarfilm des , 1985.